# Адаїлтон (футболіст, 1990)
Адаїлтон дос Сантос да Сілва або просто Адаїлтон (порт.-браз. Adaílton dos Santos da Silva; нар. 6 грудня 1990, Камасарі, Бразилія) — бразильський футболіст, півзахисник японського клубу «Токіо».

## Життєпис
Вихованець «Форталези», у 2008 році переведений до першої команди клубу. У 2010 році перейшов до «Віторії», на контракті в якої перебував до 2015 року. Гравцем основи не став, виступав в оренді в інших бразильських клубах («Атлетіку Паранаенсі», «Ітуано», «Жоінвіль», «Понте-Прета» та «Парана»).
10 січня 2015 року відправився в оренду до представника Джей-ліги «Джубіло Івата». Завдяки своєму дриблінгу відзначився 17-ма голами в 39-ти матчах та допоміг команді вперше за три роки повернутися в Джей-лігу 1. Зайняв 4-те місце в списку бомбардирів Джей-ліги 2 і став 2-им у команді після Джея Ботройд. 13 січня 2016 року перейшов до команди на постійній основі.
18 березня 2018 року в поєдинку 4-го туру Джей-ліги 1 проти «Санфречче Хіросіма» отримав травму, за результатами огляду в медичному закладі йому поставили діагноз: «Розрив передньої хрестоподібної зв’язки правого коліна та розрив меніска». 6 квітня оголосили, що Адаїлтон тимчасово повернеться до Бразилії для лікування травми. 3 жовтня офіційний акаунт «Джубіло Івата» в Twitter повідомив, що він повернувся до команди. І в офіційному блозі, оновленому того ж дня, було зазначено, що він повернувся. У цьому ж році він повернувся до фактичної гри вперше за дев'ять місяців у вирішальному матчі плей-оф Джей-ліги 1 проти «Токіо Верді».
Напередодні старту сезону 2020 року перейшов на постійній основі до «Токіо». 28 січня зробив свій внесок у фінальному матчі плей-оф за вихід до Ліги чемпіонів, відзначився своїм першим голом після переходу, у воротах «Церес-Негрос». У кубку Левіна відзначився голом й допоміг своїй команді здобути перемогу у фінальному матчі.

## Статистика виступів

### Клубна
| Клубні виступи    | Клубні виступи    | Клубні виступи    | Ліга  | Ліга | Кубок                   | Кубок                   | Кубок ліги      | Кубок ліги      | Континентальні | Континентальні | Загалом | Загалом |
| Сезон             | Клуб              | Ліга              | Матчі | Голи | Матчі                   | Голи                    | Матчі           | Голи            | Матчі          | Голи           | Матчі   | Голи    |
| Японія            | Японія            | Японія            | Ліга  | Ліга | Кубок Імператора Японії | Кубок Імператора Японії | Кубок Джей-ліги | Кубок Джей-ліги | Азія           | Азія           | Загалом | Загалом |
| ----------------- | ----------------- | ----------------- | ----- | ---- | ----------------------- | ----------------------- | --------------- | --------------- | -------------- | -------------- | ------- | ------- |
| 2015              | «Джубіло Івата»   | Джей-ліга 2       | 39    | 17   | 0                       | 0                       | –               | –               | —              | —              | 39      | 17      |
| 2016              | «Джубіло Івата»   | Джей-ліга 1       | 34    | 6    | 0                       | 0                       | 1               | 0               | —              | —              | 35      | 6       |
| 2017              | «Джубіло Івата»   | Джей-ліга 1       | 32    | 8    | 2                       | 0                       | 5               | 2               | —              | —              | 39      | 10      |
| 2018              | «Джубіло Івата»   | Джей-ліга 1       | 4     | 1    | 0                       | 0                       | 1               | 0               | —              | —              | 5       | 1       |
| 2019              | «Джубіло Івата»   | Джей-ліга 1       | 33    | 7    | 2                       | 2                       | 3               | 0               | —              | —              | 38      | 9       |
| 2020              | «Токіо»           | Джей-ліга 1       | 33    | 8    | —                       | —                       | 3               | 2               | 8              | 2              | 44      | 12      |
| Усього за кар'єру | Усього за кар'єру | Усього за кар'єру | 175   | 47   | 4                       | 2                       | 13              | 4               | 8              | 2              | 200     | 55      |

## Досягнення
«Фортелаза»
- Ліга Сеаренсе
  -  Чемпіон (2): 2008, 2009

«Віторія»
- Ліга Баїяно
  -  Чемпіон (1): 2010

- Кубок Нордесте
  -  Володар (1): 2010

«Жоінвіль»
- Кубок Санат-Катаріни
  -  Володар (1): 2012

ФК «Токіо»
- Кубок Джей-ліги
  -  Володар (1): 2020